# Tripseuxoa sublimis
Tripseuxoa sublimis là một loài bướm đêm trong họ Noctuidae.